# Armadillo (Marvel Comics)
Armadillo il cui vero nome è Antonio Rodriguez, è un personaggio dei fumetti creato da Mark Gruenwald (testi) e Paul Neary (disegni), pubblicato dalla Marvel Comics. La sua prima apparizione avviene in Captain America (Vol. 1) n. 308 (agosto 1985).

## Biografia del personaggio
Antonio Rodriguez nacque a San Antonio, in Texas. Il Dottor Karl Malus gli fornì una forza e una resistenza sovra umane. Ma il procedimento usato legò il suo costume al suo corpo dandogli un'apparenza mostruosa, facendolo assomigliare a un armadillo umano.
La motivazione originale dell'Armadillo durante la sua carriera criminale era quella di procurarsi abbastanza denaro per poter pagare un medico che potesse trovare un rimedio per curare la sua fidanzata, Bonita, che soffriva di una inspiegabile malattia terminale. Ma quando alla fine guarì, Bonita lo abbandonò a causa del suo aspetto. Da allora l'unico scopo di Armadillo è stato quello di trovare qualcuno in grado di ridargli un'apparenza umana.
Il suo debutto come criminale avvenne quando il Dottor Malus lo inviò a liberare Golia che era detenuto nella base dei Vendicatori della Costa Ovest. Lì Armadillo combatté Capitan America, che lo lasciò andare dopo aver saputo del suo sacrificio per salvare Bonita.
In seguito Armadillo si unì alla Unlimited Class Wrestling Federation, e combatté di nuovo Capitan America e Occhio di Falco in cima all'Empire State Building mentre partecipava ai tour della UCWF. E sembrò apparentemente impazzire quando scoprì che la sua ex moglie Bonita lo tradiva, tentando il suicidio. Capitan America cercò di calmarlo, ma Armadillo saltò da un palazzo. Sopravvisse, ma venne arrestato.
Fu incarcerato alla Volta, e volendo solamente scontare in pace la sua pena, combatté contro diversi criminali, tra cui Venom, che volevano evadere in seguito a un tentativo di infiltrazione nella prigione ad opera dei Thunderbolts, che volevano liberare la loro compagna Moonstone.
Una volta rilasciato Armadillo divenne un campione regionale della Ultimate Fighting League. Dopo essere stato sconfitto da Daniel Axum (l'ex criminale Battler), Armadillo fu ridotto a elimosinare per strada, ma lo stesso Axum gli propose di unirsi a una squadra per combattere Uomo Ragno.
In seguito si alleò al Costrittore e a Jack Lanterna nel tentativo di rubare un carrarmato. Sconfitto da Ercole, Armadillo fu incarcerato al Raft, e messo nella stessa cella di Squalo Tigre. Durante l'evasione provocata da Electro, Armadillo e Squalo Tigre fuggirono e si nascosero a Fairbury una cittadina dell'Illinois. Lì, combatterono i New Warriors e furono sconfitti. In seguito Armadillo frequentò Vil-Anon, un gruppo consacrato all'aiuto di persone con tendenze criminali.
Durante la Guerra Civile dei Super-eroi, partecipò al funerale di Stilt-Man. Il Punitore, dopo aver avvelenato gli ospiti fece esplodere il bar dove la veglia aveva luogo, ma come molti altri criminali Armadillo riuscì a sopravvivere.
In seguito fu avvistato presso il Consulente, un criminale che svolge funzioni di PR per criminali con problemi d'immagini. Il Consulente chiese alla sua segretaria di cancellare tutti i suoi appuntamenti per quel giorno per poter migliorare l'immagine di Armadillo.
L'Armadillo alla fine si unì all'Iniziativa dei 50 stati, come membro dei Rangers del Texas, ma ben presto decise di abbandonare il gruppo perché non si sentiva tagliato per la vita da supereroe.
Iniziò così una carriera di Wrestler in Messico ma fu contattato da MODOK per far parte della sua squadra di criminali. Essendo stato uno dei pochi a non tradire MODOK, Armadillo guadagnò più soldi di quanti promessi alla fine della missione. Decise così di unirsi a Puma e Belladonna per formare un loro gruppo.

### Civi War
Anche Hood lo ingaggiò per il suo gruppo di criminali dopo la fine della Guerra Civile.

## Poteri e abilità
Grazie al processo di alterazione genetica effettuata dal Dottor Malus, Armadillo ha una forza e una resistenza super umana. In origine si pensava che il suo costume, un'armatura di color arancione dotata di artigli per scavare nel terreno, fosse unita alla sua pelle, ma in seguito fu rivelato che non era un costume, ma era ormai parte del suo corpo che era stato alterato con materiale genetico di un vero armadillo. Questa pelle è a prova di proiettile e i suoi artigli possono tagliare le sostanze più dense.
Inoltre Armadillo è un eccellente combattente a mani nude, grazie alla sua esperienza nei combattimenti da strada.

## Altri media

### Televisione

#### Serie animate
Il personaggio di Armadillo appare nella serie animata in stop motion M.O.D.O.K. del 2021, creata da Jordan Blum e Patton Oswalt. La serie viene trasmessa su Hulu.